# Сучков, Вячеслав Васильевич
Вячеслав Васильевич Сучков (18 апреля 1938, Москва — 17 марта 2010) — советский волейболист и тренер.

## Биография
Вячеслав Сучков родился 18 апреля 1938 года в городе Москва.
Занимался волейболом в московском «Локомотиве».
Работал тренером в московском «Локомотиве» и молодёжной сборной СССР, которая в 1971 году при его участии выиграла чемпионат Европы в Барселоне.
В 1974—1976 годах был главным тренером сборной ЦАР.
Впоследствии работал тренером, позднее директором ДЮСШ Кировского района Москвы.
С 1982 года возглавлял сборную Туркменской ССР.
Заслуженный тренер РСФСР (29 ноября 1972).
Умер 17 марта 2010 года. Похоронен на Пятницком кладбище Москвы.